# Euchrysops browni
Euchrysops browni är en fjärilsart som beskrevs av Henry Stempffer 1954. Euchrysops browni ingår i släktet Euchrysops och familjen juvelvingar. Inga underarter finns listade i Catalogue of Life.